# Lycodon deccanensis
Lycodon deccanensis — вид змій з родини полозових (Colubridae). Описаний у 2020 році.

## Поширення
Ендемік Індії. Мешкає на середніх і високих висотах (понад 600 м над рівнем моря), а також на горбистих лісових масивах на півдні плата Декан.

## Опис
Тіло завдовжки до 47 см. Це досить маленький і стрункий вовкозуб з великими об'ємними очима. Спина у дорослих кавово-коричнева, а у неповнолітніх чорна, із серією білих поперечних візерунків на спині та боках тіла, що надають біло-рябий загальний вигляд.